# بادلاند
بادلاند (بالإنجليزية: BADLAND)، هي لعبة فيديو إلكترونية فنلندية من نوع ألغاز، ظهرت الإصدار في متجر آي أو إس التابعة لشركة آبل الأمريكية سنة 2013م، وتعمل على عدة أنظمة التشغيل، ومنها بلاي ستيشن 4 وإكس بوكس ون وبلاك بيري 10 ولينكس وغيره.